# Prêmio Jabuti - Direito
Direito foi uma das categorias do Prêmio Jabuti, tradicional prêmio brasileiro de literatura que é realizado desde 1959.
Esta categoria existiu entre 2007 a 2017, tendo contemplado obras sobre os mais diferentes ramos do direito e juristas com destacada atuação acadêmica e profissional no Brasil e no exterior. 
Entre seus ganhadores constam nomes como Gilmar Mendes e Luiz Fux, ministros do Supremo Tribunal Federal, diversos magistrados, membros do Ministério Público, advogados, além de professores universitários de destacadas universidades do Brasil e Portugal, como a Universidade de São Paulo, a Universidade de Brasília, a Escola de Direito da Fundação Getúlio Vargas e a Universidade do Porto.
A categoria de Direito do Prêmio Jabuti foi de grande relevância para o desenvolvimento da doutrina jurídica brasileira, visto que incentivava a produção de livros acadêmicos nesse campo, permitindo a construção de um conhecimento que ia além da esfera profissionalizante.
Desde 2020, as obras voltadas para o grande público e que produzidas no campo da disciplina Direito participam da categoria Ciências Sociais.

## Vencedores
| Ano  | Vencedor(a) | Vencedor(a) | Obra | Editora                                  | Outros finalistas | Nota(s)       |
| ---- | ----------- | --- | --- | ---------------------------------------- | --- | ------------- |
| 2007 | 1º          | Rafael Mafei Rabelo Queiroz, Thiago dos Santos Acca e José Reinaldo de Lima Lopes                                  | Curso de História do Direito                                                                                           | Editora Método                           | - Entre a dúvida e o dogma: liberdade de cátedra e universidades confessionais no Brasil (Débora Diniz / Independente) - Entre Têmis e Leviatã: Uma Relação Difícil (Marcelo Neves / Martins Fontes Editora) - Curso de Direito de Família (Rolf Madaleno / Editora Forense) - Direito Informal e Criminalidade: os Códigos do Cárcere e do Tráfico (Roberto Barbato Júnior / Millennium Editora) - Coleção Professor Arruda Alvim (Sérgio Shimura, Leonardo Ferres da Silva Ribeiro, Daniel M. Boulos e Ricardo de Barros Leonel / Editora Método) - Direito Econômico - Do Direito Nacional ao Direito Supranacional (Fernando Herren Aguillar/ Independente) - Curso de processo civil, v. 1 - teoria geral do processo (Luiz Guilherme Marinoni / Editora Revista Dos Tribunais) | [ 4 ] [ 5 ]   |
| 2007 | 2º          | André Ramos Tavares, Paulo Ferreira da Cunha e Dimitri Dimoulis                                                    | Coleção Professor Gilmar Mendes                                                                                        | Editora Método                           | - Entre a dúvida e o dogma: liberdade de cátedra e universidades confessionais no Brasil (Débora Diniz / Independente) - Entre Têmis e Leviatã: Uma Relação Difícil (Marcelo Neves / Martins Fontes Editora) - Curso de Direito de Família (Rolf Madaleno / Editora Forense) - Direito Informal e Criminalidade: os Códigos do Cárcere e do Tráfico (Roberto Barbato Júnior / Millennium Editora) - Coleção Professor Arruda Alvim (Sérgio Shimura, Leonardo Ferres da Silva Ribeiro, Daniel M. Boulos e Ricardo de Barros Leonel / Editora Método) - Direito Econômico - Do Direito Nacional ao Direito Supranacional (Fernando Herren Aguillar/ Independente) - Curso de processo civil, v. 1 - teoria geral do processo (Luiz Guilherme Marinoni / Editora Revista Dos Tribunais) | [ 4 ] [ 5 ]   |
| 2007 | 3º          | Nelson Nery Junior, Tereza Arruda Alvim Wambier e Luiz Fux                                                         | Processo e Constituição                                                                                                | Editora Revista dos Tribunais            | - Entre a dúvida e o dogma: liberdade de cátedra e universidades confessionais no Brasil (Débora Diniz / Independente) - Entre Têmis e Leviatã: Uma Relação Difícil (Marcelo Neves / Martins Fontes Editora) - Curso de Direito de Família (Rolf Madaleno / Editora Forense) - Direito Informal e Criminalidade: os Códigos do Cárcere e do Tráfico (Roberto Barbato Júnior / Millennium Editora) - Coleção Professor Arruda Alvim (Sérgio Shimura, Leonardo Ferres da Silva Ribeiro, Daniel M. Boulos e Ricardo de Barros Leonel / Editora Método) - Direito Econômico - Do Direito Nacional ao Direito Supranacional (Fernando Herren Aguillar/ Independente) - Curso de processo civil, v. 1 - teoria geral do processo (Luiz Guilherme Marinoni / Editora Revista Dos Tribunais) | [ 4 ] [ 5 ]   |
| 2008 | 1º          | Eurico Marcos Diniz De Santi                                                                                       | Curso de Direito Tributário e Finanças Públicas – Do Fato à Norma, da Realidade ao Conceito Jurídico                   | Duas Ou Mais Editoras                    | - Manual de Direito do Consumidor (Antônio Herman V. Benjamin, Claudia Lima Marques e Leonardo Roscoe Bessa / Editora Revista dos Tribunais) - A Reforma da Execução do Título Extrajudicial (Humberto Theodoro Júnior / Editora Forense) - Curso de Direito de Família (Rolf Madaleno / Editora Forense) - Controle de Constitucionalidade e Democracia (Conrado Hübner Mendes / Elsevier Editora) - Inversão do Ônus da Prova no Processo Civil do Consumidor (Érico de Pina Cabral / Editora Método) - Dicionário Jurídico Acquaviva (Marcus Claudio Acquaviva / Editora Rideel) - Crédito e Judiciário no Brasil (Jairo Saddi / Editora Quartier Latin do Brasil) | [ 6 ] [ 7 ]   |
| 2008 | 2º          | Dimitri Dimoulis e Leonardo Martins                                                                                | Teoria Geral dos Direitos Fundamentais                                                                                 | Editora Revista dos Tribunais            | - Manual de Direito do Consumidor (Antônio Herman V. Benjamin, Claudia Lima Marques e Leonardo Roscoe Bessa / Editora Revista dos Tribunais) - A Reforma da Execução do Título Extrajudicial (Humberto Theodoro Júnior / Editora Forense) - Curso de Direito de Família (Rolf Madaleno / Editora Forense) - Controle de Constitucionalidade e Democracia (Conrado Hübner Mendes / Elsevier Editora) - Inversão do Ônus da Prova no Processo Civil do Consumidor (Érico de Pina Cabral / Editora Método) - Dicionário Jurídico Acquaviva (Marcus Claudio Acquaviva / Editora Rideel) - Crédito e Judiciário no Brasil (Jairo Saddi / Editora Quartier Latin do Brasil) | [ 6 ] [ 7 ]   |
| 2008 | 3º          | Gilmar Mendes, Inocêncio Mártires Coelho e Paulo Gustavo Gonet Branco                                              | Curso de Direito Constitucional                                                                                        | Editora Saraiva                          | - Manual de Direito do Consumidor (Antônio Herman V. Benjamin, Claudia Lima Marques e Leonardo Roscoe Bessa / Editora Revista dos Tribunais) - A Reforma da Execução do Título Extrajudicial (Humberto Theodoro Júnior / Editora Forense) - Curso de Direito de Família (Rolf Madaleno / Editora Forense) - Controle de Constitucionalidade e Democracia (Conrado Hübner Mendes / Elsevier Editora) - Inversão do Ônus da Prova no Processo Civil do Consumidor (Érico de Pina Cabral / Editora Método) - Dicionário Jurídico Acquaviva (Marcus Claudio Acquaviva / Editora Rideel) - Crédito e Judiciário no Brasil (Jairo Saddi / Editora Quartier Latin do Brasil) | [ 6 ] [ 7 ]   |
| 2009 | 1º          | Rosa Maria de Andrade Nery                                                                                         | Introdução ao Pensamento Jurídico e à Teoria Geral do Direito Privado                                                  | Editora Revista dos Tribunais            | | [ 8 ]         |
| 2009 | 2º          | José Miguel Garcia Medina                                                                                          | Execução | Editora Revista dos Tribunais            | | [ 8 ]         |
| 2009 | 2º          | Daniel Mitidiero e Luiz Guilherme Marinoni                                                                         | Código de Processo Civil – Comentando Artigo por Artigo                                                                | Editora Revista dos Tribunais            | | [ 8 ]         |
| 2009 | 3º          | Carlos Marcelo Gouveia e Luiz Augusto de Almeida Hoffmann                                                          | Atual Panorama da Constituição Federal                                                                                 | Editora Revista dos Tribunais            | | [ 8 ]         |
| 2010 | 1º          | Dalmo de Abreu Dallari                                                                                             | A Constituição na Vida dos Povos – Da Idade Média ao Século XXI                                                        | Editora Saraiva                          | | [ 9 ]         |
| 2010 | 2º          | Alfredo Lamy Filho e José Luiz Bulhões Pedreira                                                                    | Direito das Companhias – volume 1 e 2                                                                                  | Editora Forense e Grupo Editora Nacional | | [ 9 ]         |
| 2010 | 3º          | Regina Helena Costa                                                                                                | Curso de Direito Tributário: Constituição e código tributário nacional                                                 | Editora Saraiva                          | | [ 9 ]         |
| 2011 | 1º          | Norma Sueli Padilha                                                                                                | Fundamentos constitucionais do direito ambiental brasileiro                                                            | Elsevier Editora                         | | [ 10 ]        |
| 2011 | 2º          | Sávio de Figueredo Teixeira (org.)                                                                                 | Comentários ao Novo Código Civil das Pessoas                                                                           | Editora Almedina e Editora Forense       | | [ 10 ]        |
| 2011 | 3º          | Aurisvaldo Sampaio                                                                                                 | Contratos de Plano de Saúde                                                                                            | Editora Revista dos Tribunais            | | [ 10 ]        |
| 2012 | 1º          | Antonio Jorge Pereira Júnior                                                                                       | Direitos da criança e do adolescente em face da TV                                                                     | Editora Saraiva                          | | [ 11 ]        |
| 2012 | 2º          | José Eduardo Faria                                                                                                 | O Estado e o direito depois da crise – Série Direito em Debate – DDJ                                                   | Editora Saraiva                          | | [ 11 ]        |
| 2012 | 3º          | Cláudia Perrone-Moisés                                                                                             | Direito Internacional Penal – Imunidades e Anistias                                                                    | Editora Manole                           | | [ 11 ]        |
| 2013 | 1º          | Ana Maria de Oliveira Nusdeo                                                                                       | Pagamento por Serviços Ambientais: Sustentabilidade e Disciplina Jurídica                                              | Editora Atlas                            | | [ 12 ]        |
| 2013 | 2º          | Vladmir Oliveira da Silveira, Samyra Haydêe Dal Farra Naspolini Sanches e Mônica Bonetti Couto                     | Educação Jurídica | Editora Almedina e Editora Saraiva       | | [ 12 ]        |
| 2013 | 3º          | Claudia Lima Marques e Bruno Miragem                                                                               | O Novo Direito Privado e a Proteção dos Vulneráveis                                                                    | Editora Revista dos Tribunais            | | [ 12 ]        |
| 2014 | 1º          | José Rodrigo Rodriguez                                                                                             | Como Decidem as Cortes? Para uma Crítica do Direito (Brasileiro)                                                       | FGV                                      | | [ 13 ]        |
| 2014 | 2º          | Ingo Wolfgang Sarlet, Lenio Luiz Streck, Gilmar Ferreira Mendes, José Gomes Canotilho e Léo Ferreira Leoncy        | Série IDP – Comentários à Constituição do Brasil                                                                       | Editora Almedina e Editora Saraiva       | | [ 13 ]        |
| 2014 | 3º          | Maria Paula Dallari Bucci                                                                                          | Fundamentos para uma Teoria Jurídica das Políticas Públicas                                                            | Editora Saraiva                          | | [ 13 ]        |
| 2015 | 1º          | Ada Pellegrini Grinover, Gregório Assagra de Almeida, Rodrigo Iennaco, Paulo Cesar Vicente de Lima e Miracy Gustin | Direitos Fundamentais das Pessoas em Situação de Rua                                                                   | Editora D’Plácido                        | | [ 14 ]        |
| 2015 | 2º          | Daniel Achutti | Justiça Restaurativa e Abolicionismo Penal – Contribuições para Um Novo Modelo de Administração de Conflitos no Brasil | Editora Saraiva                          | | [ 14 ]        |
| 2015 | 3º          | Paulo Afonso Cavichioli Carmona                                                                                    | Violência X Cidade: o Papel do Direito Urbanístico na Violência Urbana                                                 | Marcial Pons                             | | [ 14 ]        |
| 2016 | 1º          | Bruno Miragem | Direito Civil: Responsabilidade Civil                                                                                  | Editora Saraiva                          | - Estado, Sexo e Direito (Rodrigo Bernardes Dias / SRS Editora) - Julgamento nas Cortes Supremas (Luiz Guilherme Marinoni / Editora Revista dos Tribunais) - Mitologia Processual Penal (Rubens R. R. Casara / Editora Saraiva) - Interpretação Constitucional. A Resolução das Conflitualidades Intrínsecas da Norma Constitucional (Emerson Garcia / Editora Atlas) - Os Modelos de Juiz: Ensaios de Direito e Literatura (Lenio Luiz Streck e André Karam Trindade / Editora Atlas) - Racionalidade, Valor e Teorias do Direito (Thiago Lopes Decat / Editora D’plácido) - Teoria Crítico-estruturalista do Direito Comercial (Calixto Salomão Filho/ Marcial Pons Editora do Brasil Ltda.)                                                                                       | [ 15 ] [ 16 ] |
| 2016 | 2º          | Rodrigo da Cunha Pereira                                                                                           | Dicionário de Direito de Família e Sucessões: Ilustrado                                                                | Editora Revista dos Tribunais            | - Estado, Sexo e Direito (Rodrigo Bernardes Dias / SRS Editora) - Julgamento nas Cortes Supremas (Luiz Guilherme Marinoni / Editora Revista dos Tribunais) - Mitologia Processual Penal (Rubens R. R. Casara / Editora Saraiva) - Interpretação Constitucional. A Resolução das Conflitualidades Intrínsecas da Norma Constitucional (Emerson Garcia / Editora Atlas) - Os Modelos de Juiz: Ensaios de Direito e Literatura (Lenio Luiz Streck e André Karam Trindade / Editora Atlas) - Racionalidade, Valor e Teorias do Direito (Thiago Lopes Decat / Editora D’plácido) - Teoria Crítico-estruturalista do Direito Comercial (Calixto Salomão Filho/ Marcial Pons Editora do Brasil Ltda.)                                                                                       | [ 15 ] [ 16 ] |
| 2016 | 3º          | Maria Auxiliadora Minahim                                                                                          | Autonomia e Frustração da Tutela Penal                                                                                 | Editora Saraiva                          | - Estado, Sexo e Direito (Rodrigo Bernardes Dias / SRS Editora) - Julgamento nas Cortes Supremas (Luiz Guilherme Marinoni / Editora Revista dos Tribunais) - Mitologia Processual Penal (Rubens R. R. Casara / Editora Saraiva) - Interpretação Constitucional. A Resolução das Conflitualidades Intrínsecas da Norma Constitucional (Emerson Garcia / Editora Atlas) - Os Modelos de Juiz: Ensaios de Direito e Literatura (Lenio Luiz Streck e André Karam Trindade / Editora Atlas) - Racionalidade, Valor e Teorias do Direito (Thiago Lopes Decat / Editora D’plácido) - Teoria Crítico-estruturalista do Direito Comercial (Calixto Salomão Filho/ Marcial Pons Editora do Brasil Ltda.)                                                                                       | [ 15 ] [ 16 ] |